# Maximilianische Kanzleisprache

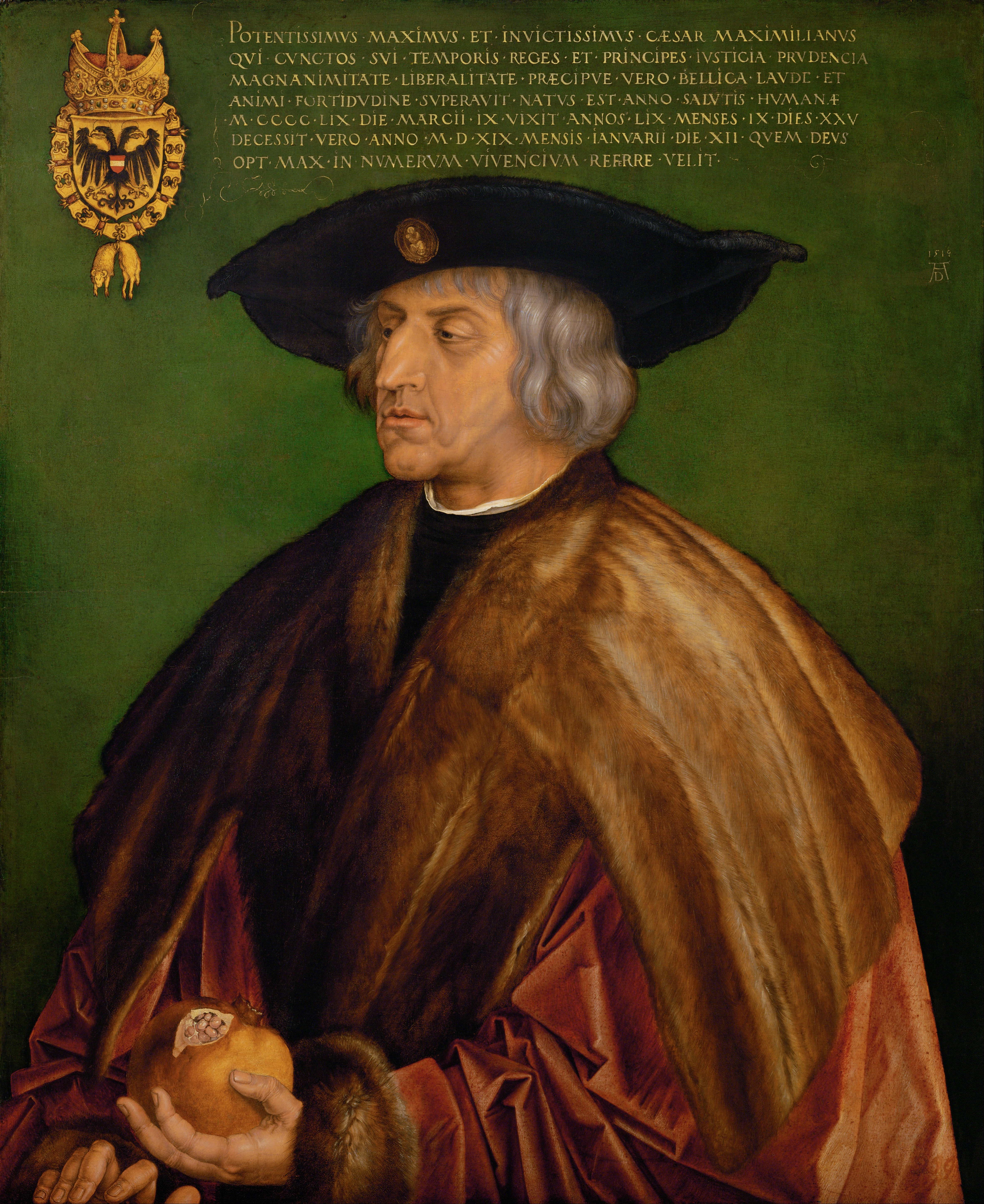
Maximilian I. nach Albrecht Dürer

Die Maximilianische Kanzleisprache war eine frühneuhochdeutsche Form der Schriftsprache, die auf Initiative Kaiser Maximilians I. in der kaiserlichen Verwaltung eingeführt wurde und somit ältere, noch nahe am Mittelhochdeutschen stehende Schreibformen ablöste. Schon kurz nach dem Tode Maximilians schuf aber die Lutherbibel in der Sächsischen Kanzleisprache eine sprachliche Konkurrenznorm. Dennoch wurde die oberdeutsch geprägte Maximilianische Kanzleisprache bis Ende des 17. Jahrhunderts von den kaiserlichen Kanzleien verwendet und wird deshalb auch Reichssprache genannt.

## Charakteristik und Verbreitung
Maximilian I. führte umfassende Reformen in der Verwaltung seiner österreichischen Erblande durch und schuf als Kaiser auch ein wohlorganisiertes Regierungs- und Kanzleiwesen im gesamten Reich. Durch seine burgundischen Besitzungen und Aufenthalte in den Niederlanden hatte Maximilian I. die dort blühende volkssprachliche Literaturproduktion kennengelernt und stellte nun seinerseits die kaiserlichen Kanzleien von der Verwendung des Lateinischen auf die Volkssprache um. Von allen kaiserlichen Kanzleien war die Hofkanzlei die bedeutendste und diese residierte gemeinsam mit dem Kaiser meist in Süddeutschland und Österreich und ab dem Jahr 1490 oft in Tirol. So basierte der Schreibstil seiner Beamten auch deutlich auf oberdeutschen Sprachgewohnheiten und hatte teilweise sogar einen südbairischen Charakter. Linguistisch fällt dies durch die typisch tirolerische Schreibung von aspirierten /k/ auf, wie in khern, oder ackher und auch in der Verwendung von nit für nicht.
Durch die Korrespondenz der Hofkanzlei verbreitete sich die Verwendung dieses Schreibstils schnell auf andere süddeutsche Regionen, besonders in Bayern, aber auch in Schwaben und im ebenfalls habsburgischen Vorderösterreich und wurde so zur Schriftnorm in der Verwaltung. Der Augsburger Drucker Hans Schönsberger (auch Johann Schönsperger) verwendete diesen Schreibstil auch für seine deutschsprachigen Drucke und führte diesen dadurch in die Literatur ein. Im 16. Jahrhundert entstanden auch zahlreiche literarische Werke wie die schon kurz nach Luther einsetzenden katholischen Bibelübersetzungen ins Oberdeutsche (besonders die Eck-Bibel) oder frühe Barockliteratur wie etwa bei Aegidius Albertinus, Hans Sachs und Melchior Pfintzing in diesem Stil mit deutlich bairisch-oberdeutscher Färbung. Die Entstehungsorte dieser Werke waren dabei nicht nur auf Österreich und Bayern beschränkt, sondern auch die Drucker bis Nürnberg im Norden und Straßburg im Westen orientierten sich an dieser Orthographie.
Da die Maximilianische Kanzleisprache jedoch auch Rechtssprache war und juristisch klar definiert sein musste, hatte sie von Anfang an eine konservative Tendenz und passte sich nicht dynamisch an sich verändernde Sprechgewohnheiten an. So wurden auch noch mittelhochdeutsche Formen in der Schrift konserviert, die schon auf damalige Zeitgenossen außerhalb des Alpenraums zum Teil archaisch wirkten, während in Mittel- und Norddeutschland das sächsische Lutherdeutsch immer bedeutender wurde.
Im 16. Jahrhundert war die Maximilianische Kanzleisprache zunächst noch die überkonfessionelle Sprache der kaiserlichen Verwaltung. So tendierte etwa sein Urenkel Maximilian II., Kaiser von 1564 bis 1576, selbst zum Protestantismus, und erst die einsetzende Gegenreformation unter Rudolf II. führte zu einer konfessionellen Polarisierung auch auf sprachlicher Ebene.
In den protestantischen Ländern wurde die Sächsische Kanzleisprache, in der Luther seine Bibelübersetzung geschrieben hatte, immer mehr zu einer überregionalen Hochsprache und verdrängte im Norden sogar die mittelniederdeutsche Schreibsprache, sowohl als Verwaltungssprache der Kanzleien als auch als Literatursprache. Im katholischen Süden, besonders in Bayern und Österreich, entstand hingegen im 17. Jahrhundert in der Literatur und im Buchdruckswesen aus der Maximilianischen Kanzleisprache die Oberdeutsche Schreibsprache.
Damit war der deutsche Sprachraum in zwei sowohl religiös als auch sprachlich verfeindete Lager zerfallen. Im protestantischen Norden schrieb man nach der ostmitteldeutschen Schreibart, aus der später das moderne Neuhochdeutsch entstehen sollte, während man im katholischen Süden eine eigene oberdeutsche Schriftsprache kultivierte. Die Beamten der kaiserlichen Verwaltung hingegen blieben bis ins späte 17. Jahrhundert bei der zu dieser Zeit schon antiquierten Maximilianischen Kanzleisprache. Erst im Spätbarock sollte dieser Sprachenkonflikt zu Gunsten der ostmitteldeutschen Schriftnorm beendet werden.

## Bibelübersetzungen
Schon kurz nach Veröffentlichung der Lutherbibel (1522 Neues Testament, 1534 Altes und Neues Testament) entstanden im süddeutschen Raum mehrere katholische Bibelübersetzungen in die Volkssprache, wobei sich die Verfasser der Schreibkonventionen der Maximilianischen Kanzleisprache bedienten.
- Hieronymus Emser: Das New Testament So durch L. Emser saeligen v(er)teutscht und des Durchlewchten Hochgeborenen Fürsten und herren Herren Georgen hertzogen zu Sachssen c. Regiment und privilegio außgangen ist Anno. Dresden 1527 (mit Illustrationen von Lucas Cranach)[1][2]
- Johannes Eck: Alt und new Testament, nach dem Text in der hailigen kirchen gebraucht, durch doctor Johan. Ecken, mit fleiß, an hohteutsch verdolmetscht. Ingolstadt 1537

## Täuferliteratur
Ebenfalls in einer sehr oberdeutschen Sprache sind einige prominente Texte der Täuferbewegung gedruckt worden, die neben den Niederlanden und der Schweiz zumindest im frühen 16. Jahrhundert einen regionalen Schwerpunkt in Schwaben, Bayern und Österreich hatte. Allen voran die Erstausgabe des Ausbund, eines täuferischen Gesangbuchs, das unter anderem Texte von Sebastian Franck, Leonhard Schiemer, Hans Hut und Jörg Blaurock enthält, wurde 1564 in der Maximilianischen Kanzleisprache gedruckt. Von den Mennoniten und Amischen in Amerika wird dieses Buch immer noch im Gottesdienst verwendet, heute allerdings in einer dem Neuhochdeutschen angepassten Fassung.

## Textbeispiele
Bei Wikisource sind einige Dokumente in der Maximilianischen Kanzleisprache vorhanden, die einen guten Eindruck der damaligen gedruckten Sprache liefern. Hier einige Beispiele:

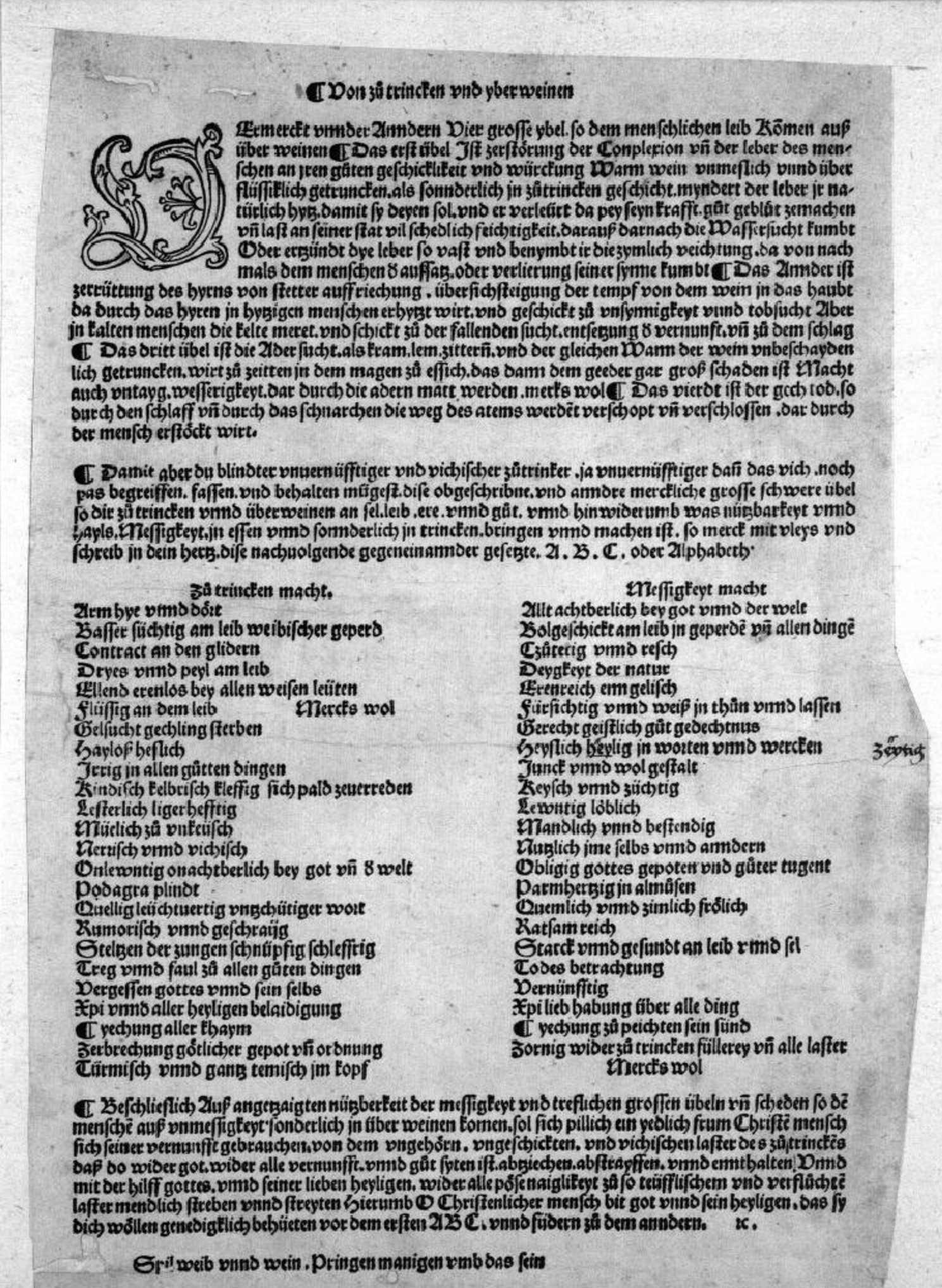
Von zu trincken vnd yber weinen gedruckt bei Hans Schönsberger, Augsburg (um 1500)
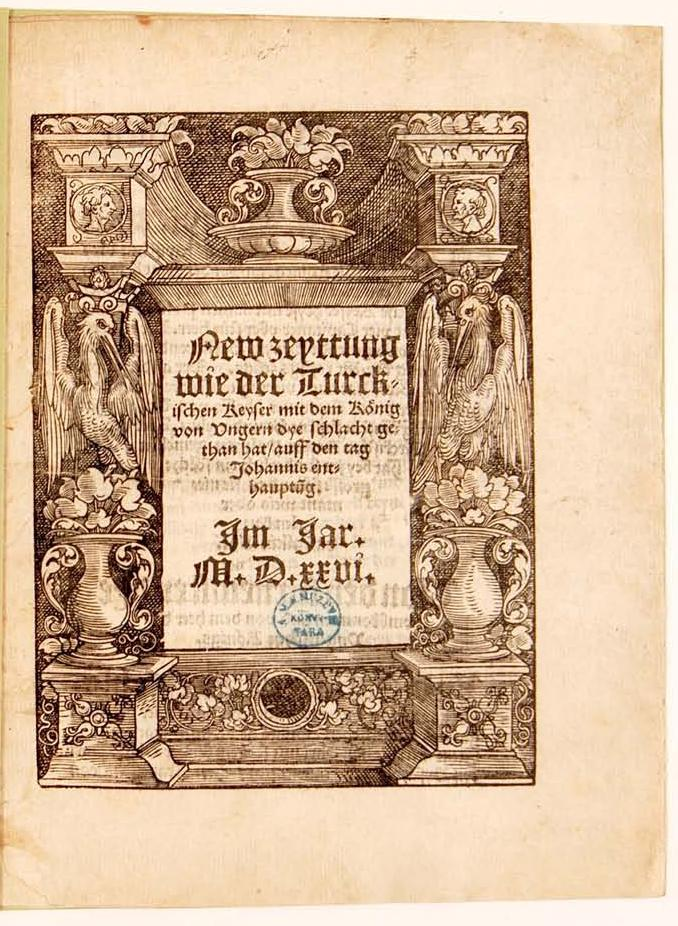
New zeyttung wie der Turckischen Keyser mit dem König von Vngern dye schlacht gethan hat über die Schlacht bei Mohács (1526)
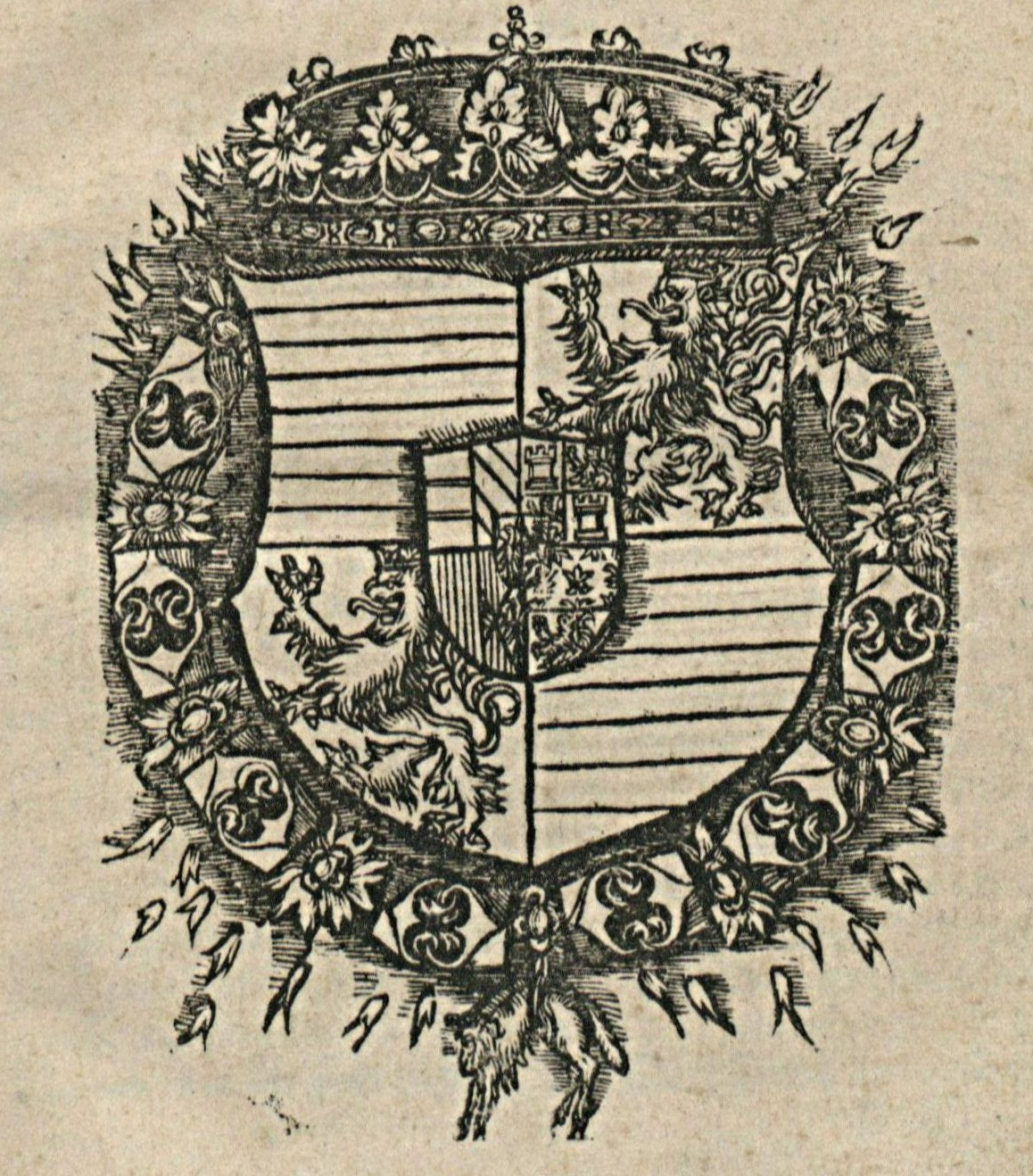
Belegerung der Statt Wienn 1529 über die Erste Wiener Türkenbelagerung von Peter Stern von Labach (1529)
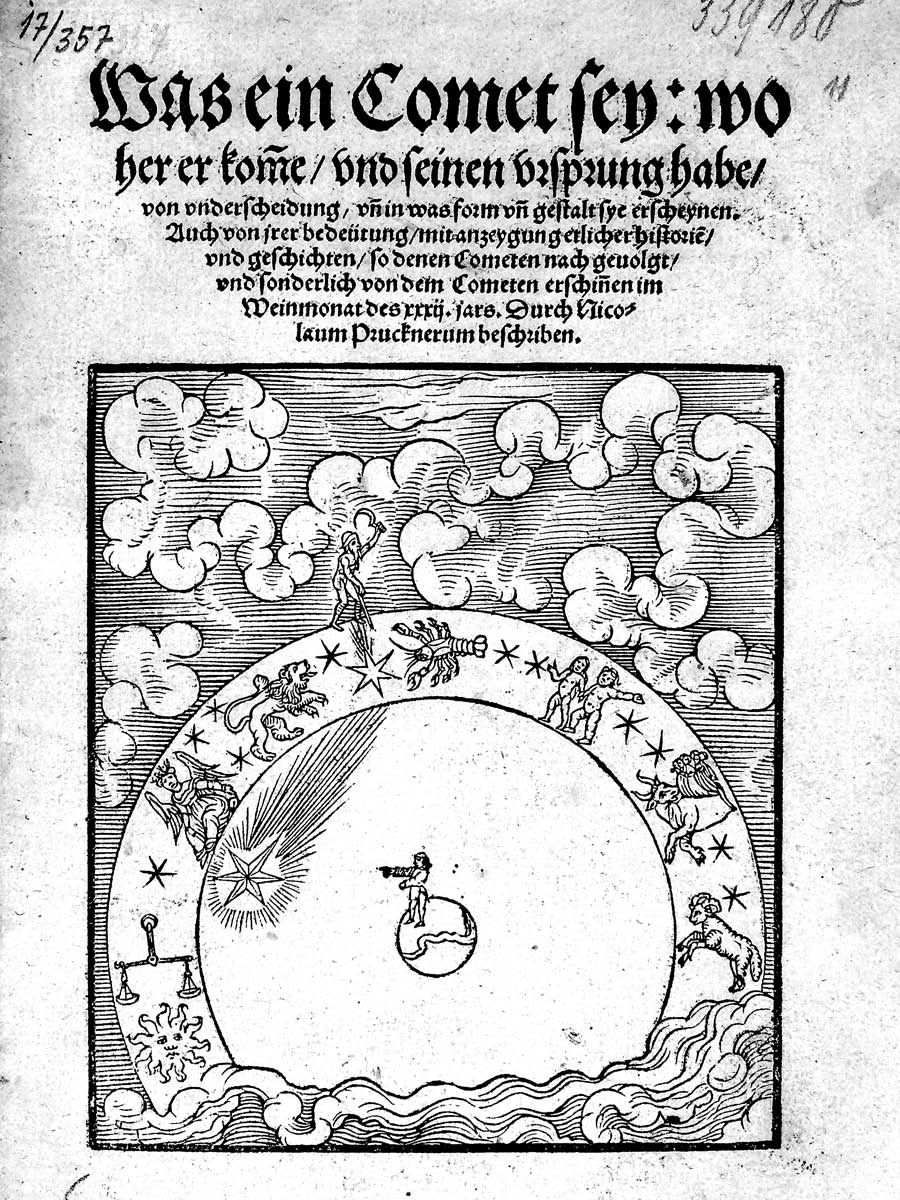
Was ein Comet sey: woher er komme vnd seinen vrsprung habe Text aus Straßburg (1532)